# Washingborough
Washingborough est un village du district de North Kesteven dans le Lincolnshire, en Angleterre.

## Démographie
Selon le recensement de 2011, le village comptait 3482 habitants.